# WDR6
WDR6‏ (WD repeat-containing protein 6) هوَ بروتين يُشَفر بواسطة جين WDR6 في الإنسان.

## الوظيفة
يُشفِّر هذا الجين بروتينًا من عائلة بروتينات تكرار WD. تُعد تكرارات WD مناطق قليلة الحفظ لحوالي 40 حمضًا أمينيًا، عادةً ما تُحدَّد بين gly-his وtrp-asp (GH-WD)، مما قد يُسهِّل تكوين مُركَّبات ثلاثية غير متجانسة أو مُتعددة البروتينات. تشارك أعضاء هذه العائلة في مجموعة مُتنوعة من العمليات الخلوية، بما في ذلك تطور دورة الخلية، ونقل الإشارة، وموت الخلايا المبرمج، وتنظيم الجينات. يُعبَّر عن هذا الجين على نطاق واسع في أنسجة البالغين والأجنة.